# Gerard Bonniers essäpris
Gerard Bonniers essäpris är ett svenskt litteraturpris på 100 000 svenska kronor (2011) som utdelas av Albert Bonniers Förlag. Priset instiftades 1992, och delas sedan 1993 ut i augusti varje år.

## Historia
Priset tillkom genom att Gerard Bonnier i sitt testamente instiftade ”ett pris för att belöna svenska författare som i bokform publicerat böcker av essäkaraktär”. Priset ska i första hand tilldelas en författare inom Bonniergruppen, men även författare från andra förlag kan få priset. 
Pristagaren utses av en nämnd om tre personer, som baserar sitt beslut på föregående kalenderårs utgivning. Av nämnden utses två personer av Albert Bonniers Förlag, medan den tredje ledamoten skall vara utomstående och av förlaget oberoende. År 2023 utgjordes nämnden av förläggarna Sara Nyström och Christian Manfred, samt av författaren och journalisten Per Wirtén.

## Pristagare
- 1993 – Lotte Möller
- 1994 – Birgitta Trotzig[2]
- 1995 – Jan Olov Ullén
- 1996 – Torsten Ekbom
- 1997 – Richard Swartz
- 1998 – Nathan Shachar
- 1999 – Birgit Munkhammar
- 2000 – Nina Björk
- 2001 – Ingmarie Froman
- 2002 – Carl-Johan Malmberg
- 2003 – Åsa Beckman
- 2004 – Peter Englund
- 2005 – Ingrid Elam
- 2006 – Nina Burton
- 2007 – Sigrid Combüchen
- 2008 – Kerstin Ekman
- 2009 – Gunnar D. Hansson
- 2010 – Horace Engdahl
- 2011 – Staffan Börjesson
- 2012 – Ulf Linde
- 2013 – Fredrik Sjöberg
- 2014 – Jenny Maria Nilsson
- 2015 – Sara Danius[3]
- 2016 – Georg Klein
- 2017 – Per Molander[4]
- 2018 – Per Wirtén[5]
- 2019 – Kristoffer Leandoer[5]
- 2020 – Josefin de Gregorio
- 2021 – Stefan Jonsson
- 2022 – Elisabeth Hjorth
- 2023 – Göran Greider[6]
- 2024 – Jannete Hentati[7]